# 石野寛子
石野 寛子（いしの ひろこ）は、日本の舞台俳優。劇団四季に所属している。

## 人物
クラシックバレエの指導経験を持ち、数多くの舞台に出演した。2002年8月、劇団四季のオーディションに合格。

## 出演作品
- アンデルセン（アンサンブル）
- ミュージカル異国の丘（アンデルセン）
- ライオンキング（アンサンブル）
- 王様の耳はロバの耳（アンサンブル）
- オペラ座の怪人（アンサンブル 2&10枠）
- はだかの王様（アンサンブル）
- キャッツ（ランペルティーザ）
- ウィキッド（アンサンブル 7枠）
- ジーザス・クライスト＝スーパースター（アンサンブル）